# 강지은 (사격 선수)
강지은(康志銀, 1990년 10월 15일~)은 대한민국의  사격 선수로 주 종목은 트랩이다. 2012년 하계 올림픽에 참가했다. 